# 大納言
大納言（だいなごん）は、太政官に置かれた官職の一つ。太政官においては四等官の次官（すけ）に相当する。訓読みは「おほいものまうすのつかさ」。唐名は亜相または亜槐。丞相・槐門（いずれも大臣のこと）に次ぐ者であることからいう。官位相当は三品・四品または正三位。現代の国務大臣に相当する政府の高官。

## 古代律令制下の大納言
天智天皇の下で設置された「御史大夫」や天武天皇の下で設置された「納言」がその前身とも言われるがはっきりしない。「大納言」の名称がはじめて現れるのは飛鳥浄御原令においてであるが、大宝律令・養老律令における大納言と同じものであるかは不明である。
養老律令の職員令では、その職掌を「庶事を参議し、敷奏・宣旨・侍従・献替を掌る」と定めている。大臣とともに政務を議し、宣下と奏上に当たることである。
『令義解』では、大臣が欠員・休暇の際にはその代行をするものと説明している。君主の言葉を臣下に伝え、臣下の言葉を君主に伝える役割であることから、『令集解』では、中国の古典を引いて「喉舌の官」と呼んでいる。
定員は初め4人であったが、慶雲2年（705年）4月、その職務が重大でかつ過密であるため、相応しい人材で定員を満たすことが出来ない、という理由で2人に減員された。この際、大納言の減員を補うものとして定員3人の中納言が設置されている。しかしその後権官（権大納言）が置かれるなどして定員は有名無実となった。
摂関政治期には摂関の公達を中心として任じられたが、院政期には院近臣の極官ともなった。大納言在任者は次第に増加し、後白河院政期には10人に達した。後白河の崩御後、九条兼実が摂政に就任して政治の引き締めをはかった際に6人にまで抑えたが、後鳥羽院政期には再び10人に復し、結局これが権官を合わせた定員として長く定着することになった。この頃より廷臣の家格が定まり、大納言は羽林家、名家、半家の極官とされた。
南北朝時代以降はほとんどの場合、正官は任命されず権官だけが置かれた。最後に正官に任ぜられたのは三条西実枝（天正5年（1577年））である。江戸時代に幕府が整備した武家官位制度においては、将軍世子が元服時に権大納言に任ぜられ、大名以下で権大納言を極官としたのは親藩である御三家の尾張家と紀州家、また御三卿のみとされた。

## 近代太政官制下の大納言
1868年1月3日（慶応3年12月9日）の王政復古で摂政・関白・幕府等を廃絶したが太政官を始め追々興せられるとして、しばらくはこれまで通り権大納言の官位を用いていた。
その後、明治新政府が数次の改組を続けるなかで、1869年8月15日（明治2年7月8日）の官位改正により従来の大納言は廃止され、このとき職員令で二官六省から成る政府が組織して新たな太政官を設け、左右大臣や参議と共に太政官の重職として改めて大納言の名称を持つ官職（権官はなし）を置いた。大納言の職掌は大政参与を掌り、献替可否、敷奏・宣旨とした。新設の大納言には前議定の岩倉具視と徳大寺実則が就任している。
1871年8月29日（明治4年7月14日）の廃藩置県の日に岩倉具視が大納言から外務卿に転任し、同日に徳大寺実則と嵯峨実愛は依願免のため大納言は在任者がいなくなる。そして、同年9月13日（同年7月29日）には太政官がさらに三院八省に改組されるに伴い大納言の官職を廃止した。このとき正院に納言を置くが、それからわずか11日後の同年9月24日（同年8月10日）には納言を廃止して左右大臣とした。以降、同名の官職が復活したことはない。
なお、大納言を廃止した後の納言に任ぜられる者は現れず、同年11月20日（同年10月8日）に岩倉具視を外務卿から右大臣兼特命全権大使（岩倉使節団）に転任している。